# Стрипа
Стри́па — річка в Україні, у межах Тернопільського і Чортківського районів Тернопільської області. Ліва (подільська) притока Дністра (басейн Чорного моря). Третя за протяжністю серед лівих приток Дністра на Тернопільщині.
За Водним кодексом України належить до малих річок. Русло річки — західна межа Великого Поділля.

## Гідрографія

### Витік
Витоки — зі злиття поблизу м. Зборів кількох невеликих річок (Західної або Малої Стрипи, Стрипи Вовчковецької, Головної Стрипи та Східної Стрипи). Вони утворюють своєрідне віяло витоків власне Стрипи.
Західна (Мала) Стрипа — починається біля села Полян Золочівського району Львівської області. Пливе в південно-східному напрямі до Славної, через Плісняни й Заруддя, біля Присівців минає пагорб Могили і на двадцятому кілометрі зливається з рукавом Головної Стрипи.
Головна Стрипа випливає між Підлипцями та Івачевом, стає прудкішою біля Метенева та Млинівців (звідси — до злиття зі Східною і Західною її називають Гребелькою). Довжина — 16 кілометрів.
Вовчковецька Стрипа просочується назовні з відслонених водоносних шарів біля Вовчківців, збагачується бурхливими поверхневими стоками. Обпливає із заходу Синю (Золоту) гору в Кабарівцях і на 11-му впадає до Стрипи Головної.
Східна Стрипа випливає в Монилівці з-під каміння (останцеві породи), окресливши південно-східною 13-кілометровою дугою села Беримівці, Кудобинці й Тустоголови, вливається до Головної Стрипи.
Околиця чотирьох витоків лежить на південно-східному схилі Вороняків, які частково переходять тут у пасмо подільських гір Медоборів (на сході) та Гологорів (на південному заході).

### Режим
Стрипа замерзає наприкінці грудня, скресає на початку березня. Льодовий режим нестійкий, у пониззі встановлюється лише в суворі зими. Гідрологічний пост — поблизу м. Бучач.

### Загальна характеристика

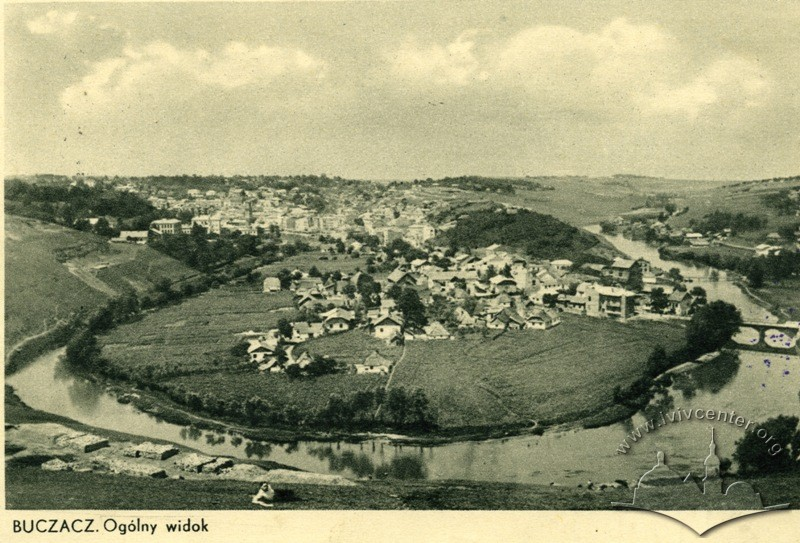
Меандр у Бучачі

Довжина річки 147 км. Площа басейну — 1610 км² — майже 12 % території Тернопільської області. Живлення мішане. Пересічна ширина річища у середній течії — 30 м. Заплава двостороння, завширшки 0,1—0,9 км, подекуди переривчаста. Похил річки 1,5 м/км.
Долина річки у верхній течії (до сіл Соколів Теребовлянського та Денисів Козівського районів неглибока (18—20 м), з пологими схилами; дозволило створити на її течії різноманітні ставки, найбільший — біля с. Плотича Козівського району. Нижче — трапецієподібна (або V-подібна), від с. Золотники — V-подібна з пересічною шириною 0,6—1 км. Дещо вище від Бучача і до гирла річка пливе глибоким, вузьким яром. Яр Стрипи поступово переходить у крутояр, який нижче Бучача утворює каньйоноподібні ділянки; місцями є скелі. Під стінами каньйону — дикі і незаймані ліси.
Над Стрипою розташовані міста Зборів і Бучач.

## Притоки
Основні притоки: Восушка, Вільховець (ліві); Студенка (права).
- Річка без назви - права притока у Тернопільському районі. Довжина річки 18 км, похил річки 3,3 м/км, площа басейну водозбору 62,3 км². Впадає у Стрипу за 66 км. від гирла між річками Тудинка і Гниловоди.[4]. Тече через села Вага, Бурканів та Гайворонка.[5]

## Пам'ятки природи

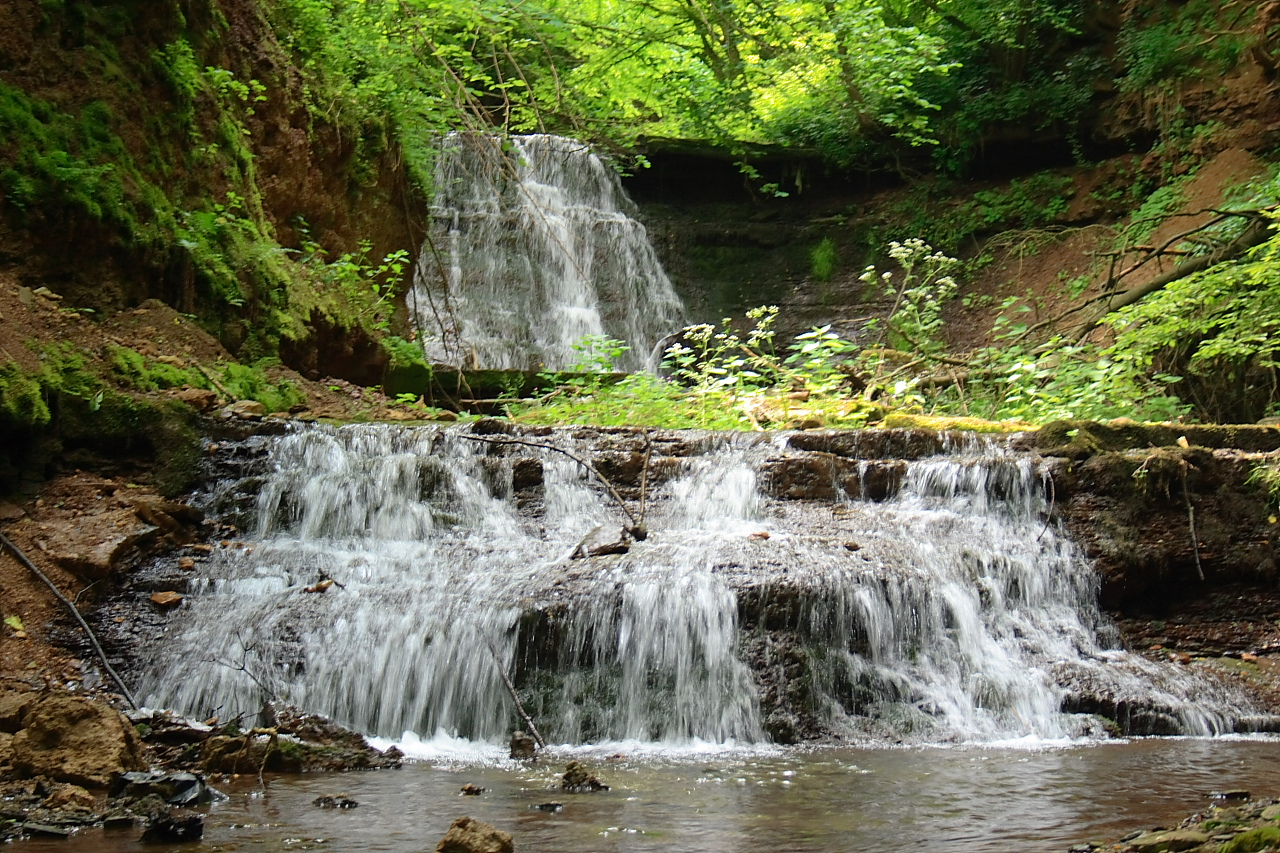
Русилівські водоспади

Багато водоспадів. Найвиразніші поблизу сіл Ліщанці та Русилів (Русилівські водоспади), Скоморохи. Особливо мальовничий водоспад «Дівочі сльози» поблизу турбази «Лісова» та Русилівський каскад.

## Походження назви

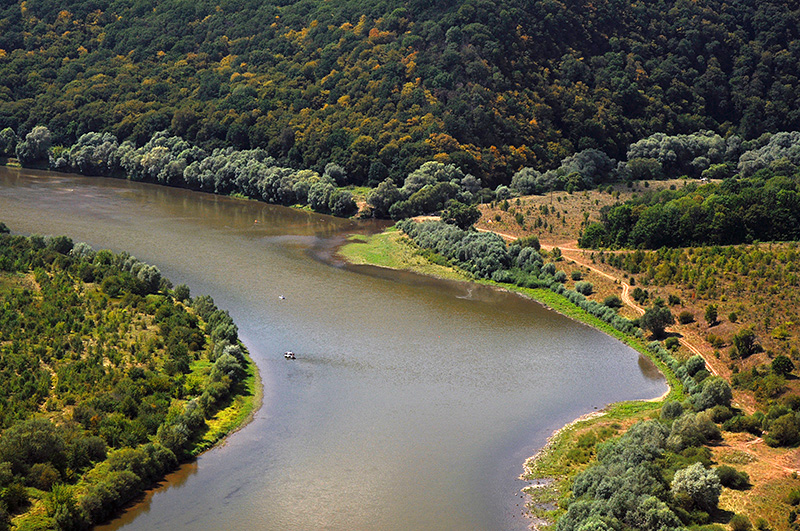
Гирло Стрипи

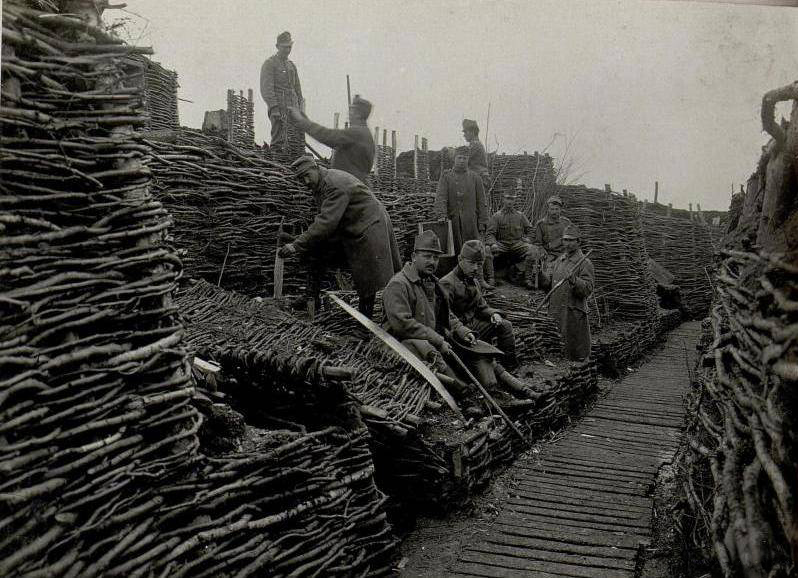
Фортифікаційні споруди фронту Першої світової війни біля Стрипи

Назва річки — індоєвропейського походження та гідронім за значенням, її переклад: як «текти, струмувати, струмінь; вода, що тече».
1. Назва, очевидно, походить від слова «стрибати», «стриба», в якому «б» стало глухим «п». Одне із значень цього слова — «Швидко текти по камінню, уступах і т. ін. (про річку, струмок тощо). У деяких місцях і нині течія річки справді швидка, є водоспади.
2. Наші предки були язичниками, поклонялися великій кількості богів, які уособлювали сили природи. Один із них »Стрибог" — бог вітру. Стриба-Сприпа бистра, як вітер, донька Стрибога. На берегах Стрипи, зокрема в Осівцях, розкинулися луки та ліси. Такі місця стародавні слов'яни використовували для поклоніння та спорудження жертовників. Можливо на березі цієї річки було споруджено жертовник Стрибогу.
3. Зважаюси на бурхливу течію в деяких місцях, імовірно, що назва могла піти від слова «стрипихата» (стрипихатий — розкуйовджений).
4. Б. І. Андрусишин вважає, що корінь стр- означає швидку течію. Це корінь часто трапляється в гідронімах України: Дністер, Істр, Стрий, Істрівка. Також це буквосполучення вживається в назвах річок Стрижень, Струга, Струмок, Остер, Бистриця, Простир, Стривники, Стронавка, Стриня та інших. Ці назви, можливо, походять від старослов'янського Строуя, руського струя, українського струмінь. Серед приток Дністра також кілька Бистриць, назви яких є прозорими для сучасного розуміння, а також стоять у гідронімічному ряду з основою на -стр-. Припускають, що в давнину всі Бистриці звалися Стрипами. Після опрацювання даних «Топонімічного словника» про всі гідроніми із словосполученням стр-, виникає декілька версій походження назви річки Стрипа.
5. Назву виводять від давньоіллірійської форми, яке перейшло до слов'янського в розумінні «струмінь, текуча вода». Оскільки і корінь, і суфікс трапляються як іллірійські факти в античній топонімії. Отже, корінь stru-ser- «текти», sr- «швидка (про річку)». Тобто дослівно Стрипа звучить як «текти швидко».
6. Гідрооснова пов'язана з давньоруським «стрьжьнь» — «середина течії річки; найбільша її глибина, бистрінь»; українською стрижень — «бистрінь річки», «фарватер річки, середня частина зі швидкою течією». Загальновживане в українській мові слово стрижень відоме із значенням «найглибше місце в річці, з найбільшою течією».
7. Одні її виводять від скіфсько-сарматського стр- «швидкий» (звідси стріла, струмінь та інше). Інші вважають, що гідронім Стрий має спільність кореневого стр-/-ср у групі назв Стрий, Стрипа, Стир, Струга, Стривігор, але кожна з них дістала інше фонетико-морфологічне оформлення.
8. Морфологічна структура гідроніма могла утворитися як наслідок лексико-семантичного ряду по лінії «струя — струй». Слова з аналогічним коренем є і в латвійській мові. Стры- співвідноситься з stryjь — «річка, потік».
9. Назва молдавсько-румунського походження. Її виводять від «кривий». Дослівно: «Річка із звивистим (кривим) руслом (багата меандрами)». Назва від того ж «кривий», дана за її форму.
10. Цікавим є теж діалектне слово «стріп», що означає невеликий сніп, переважно обмолоченого жита, зв'язаний спеціальним способом для покривання даху; сам настил покрівлі з таких снопів. Над Стрипою були городи. Тому на її берегах восени купами стояли стріпи — снопи. І тепер це прослідковується в тутешніх селах. Хати також аж до Другої світової війни переважно були вкриті солом'яними стріпами (стріхами).

Значення другої частина гідроніма Стрипа -ра, -ара:
1. Друга частина -ра, -ара — балтійський компонент, що також означає «річка».
2. З іранської — «вода».
3. Чеченські форми — ип, іпп, епп, іеп мають значення «жолоб, водопровід, русло, канал». Топоніми з тим же коренем, якими рясніє Чечено-Інгушетія — Апріе, Апарате, Епарашка, Еппіе хьевха, Іеппал мехка.
4. Від хеттського Uappu «річковий берег».
5. Вірменське «ап» має значення «берег, край».
6. Якутське Аппа означає «глибокий яр», апа, апка — «яр, ущелину, лог, долину».
7. Арбі Вагапова вважає, що первісним значенням слова ап / ип є «вода, річка», а- "канал, русло, жолобок.
8. М. С. Полубояров стверджує, що значення буквосполучення виводиться від давньоіранської мови, де -ап — «холодная вода».
9. Інше значення — «мутна вода». Мутна вода дуже підходить до Стрипи, дно якої мулисте від чого її вода набирає темного кольору.
10. Апі — у скіфській міфології змієдіва, «породжена землею діва». Дружина бога-громовержця Папая, разом з яким вони являли собою первісну божественну пару, джерело всього живого. Геродот ототожнював Апі з грецькою богинею Геєю. Богиня родючості. Без води відомо нема урожаю, нема життя. Люди селилися завжди вздовж водних артерій. Тому назву річки можна трактувати як «річка родючості», «річка життя».

Стосовно етнічної співвіднесеності цю назву можна класифікувати в системі гідронімів, як ірано-слов'янсько-балтський.

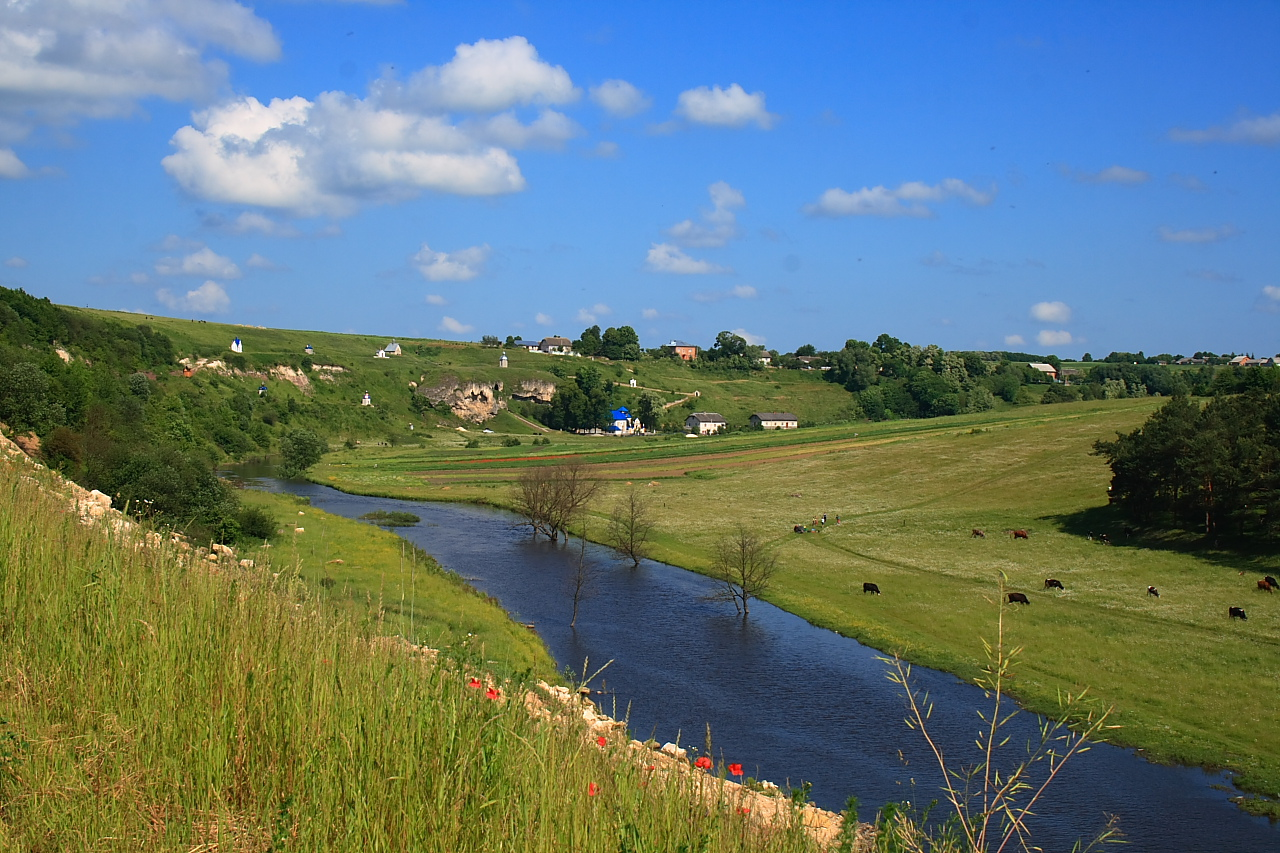
Річка Стрипа у селі Рукомиш Бучацького району

## Екологія

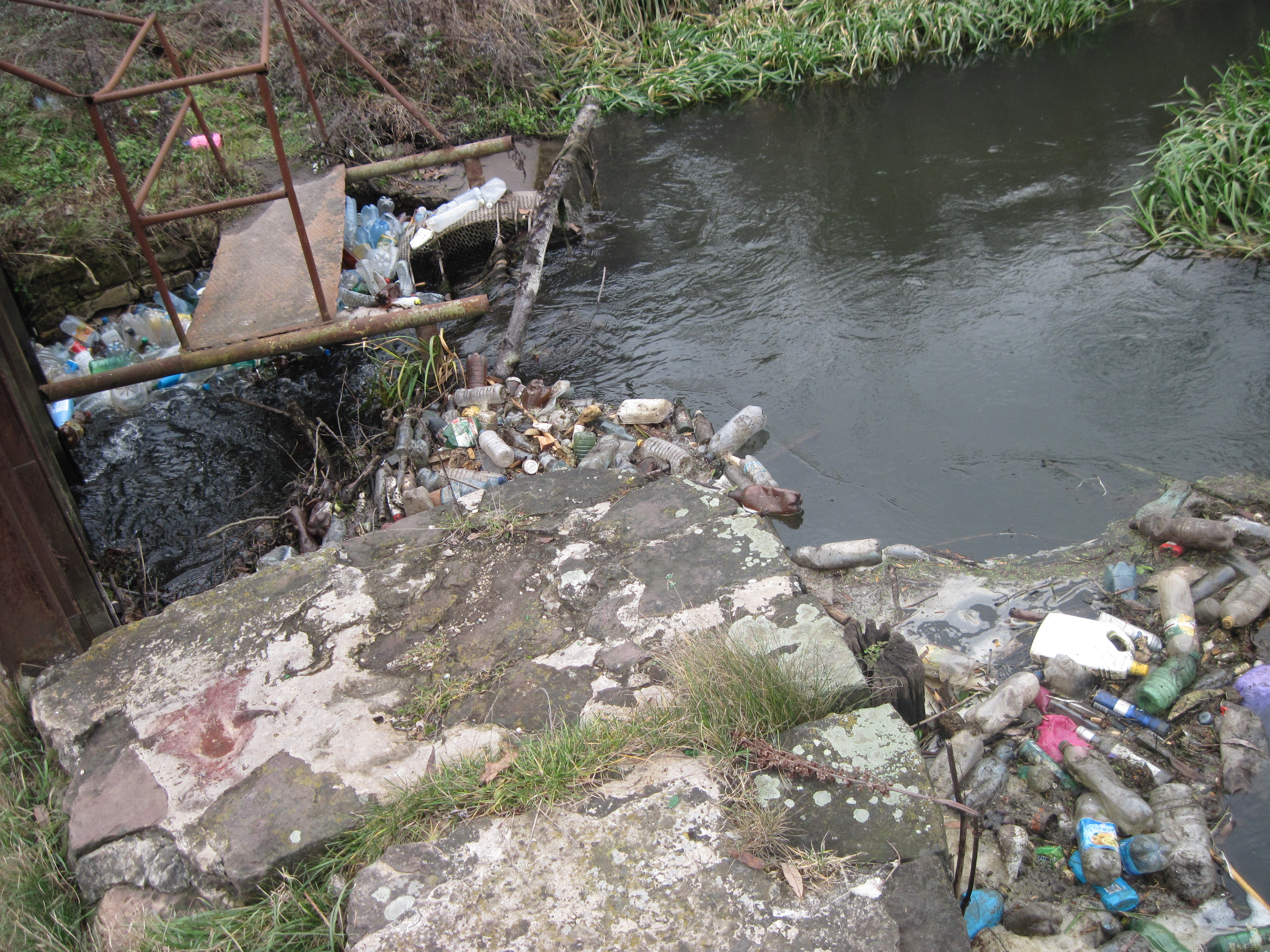
Сміття на Баштах, Стрипа, Бучач, 2014

## Цікаві факти
- Західною межею Подільського воєводства була р. Стрипа, нижче міста Бучача кордон йшов на схід до р. Збруча.
- Межі Червоногородського повіту (розташовувався на заході Подільської землі, у межах сучасної Тернопільщини) збігалися на заході з руслом Стрипи.
- У 1915—1916 рр. Стрипою проходила лінія фронту між австро-угорсько-німецьким і російським військами.